# Azany

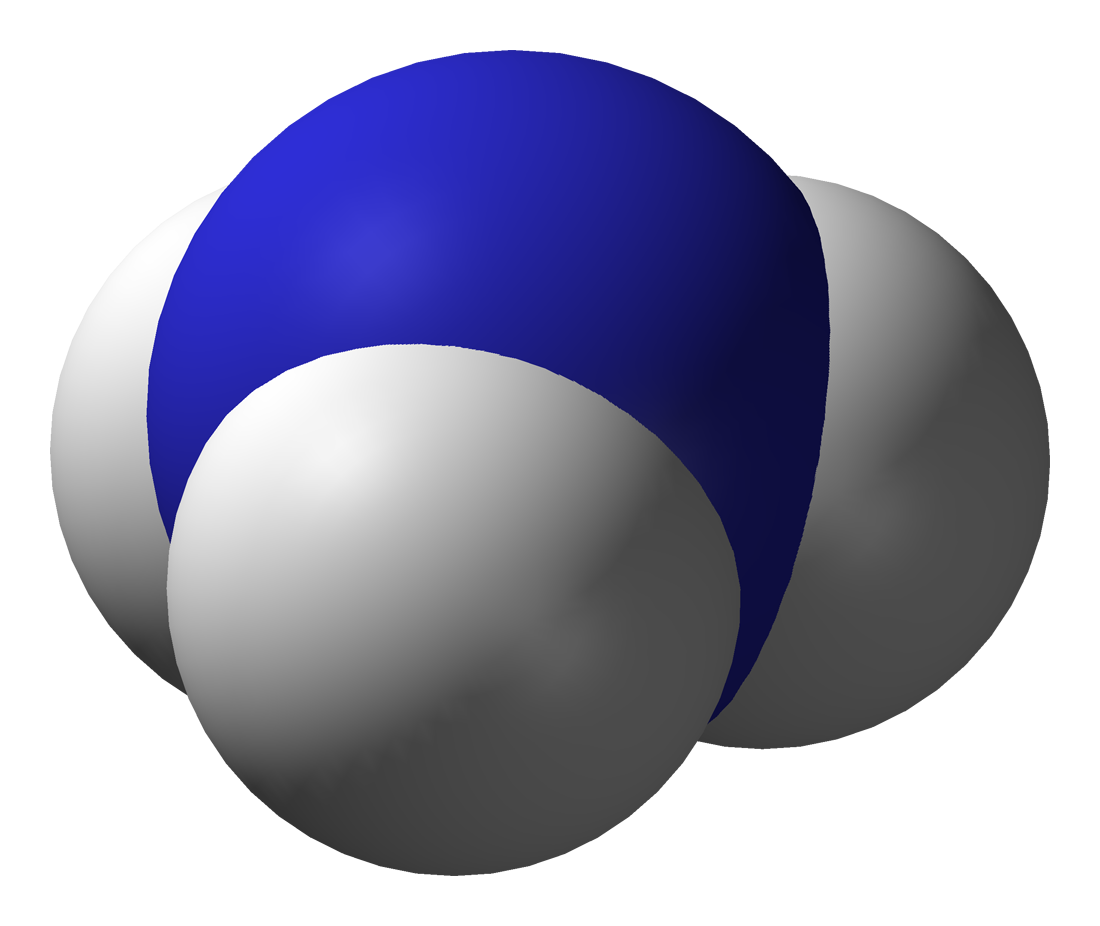
amoniak, neboli azan

Azany jsou necyklické, nasycené (mají pouze jednoduché vazby) sloučeniny dusíku a vodíku. Patří mezi pniktogenovodíky. Vytvářejí homologickou řadu anorganických sloučenin s obecným vzorcem NnHn+2.
Každý atom dusíku je v jejich molekulách trojvazný (vazby jsou N-N nebo N-H) a každý atom vodíku je navázán na dusík. Řetězec dusíkových atomů se nazývá dusíková kostra, počet dusíků se používá k určení velikosti azanu.
Nejjednodušší azan je amoniak NH3, počet atomů dusíku je teoreticky neomezený.
Azany jsou reaktivní a biologicky aktivní.

## Dělení podle struktury
- lineární (obecný vzorec NnHn+2)
- rozvětvené (dusíková kostra se rozděluje na dvě nebo více větví, obecný vzorec NnHn+2, kde n>3)
- cyklické (cykloazany, dusíková kostra tvoří uzavřený řetězec)

## Izomerie
Azany s více než třemi dusíkovými atomy vytvářejí strukturní izomery, ten, kde jsou všechny dusíky v jednom řetězci, se nazývá n-izomer. Řetězec může být rozvětven na více místech; s jeho rostoucí délkou se počet možných iztomerů rychle zvyšuje.

## Názvosloví

### Lineární azany
Azany s lineárním řetězcem se nazývají n-izomery.
První členové azanové řady jsou:
- amoniak - NH3
- hydrazin (diazan) - N2H4
- triazan - N3H5

Azany s třemi a více atomy dusíku mají název tvořený příponou -an, před níž je předpona odpovídající počtu dusíků, například triazan (N3H5), tetraazan (N4H6), pentaazan (N5H7) atd.

## Bezpečnost
Amoniak je výbušný ve směsi se vzduchem (15 – 25 %), tuto vlastnost mají i další nižší azany. Nižší kapalné azany jsou vysoce hořlavé, jejich nebezpečnost roste s délkou dusíkového řetězce.

## Organoazany
Organoazany jsou skupina chemických sloučenin odvozených od azanů, které obsahují jednu nebo více organických funkčních skupin. Patří sem mimo jiné aminy, iminy a deriváty hydrazinu jako jsou methylhydrazin (používaný jako raketové palivo), 1,1-dimethylhydrazin, mykotoxiny gyromitrin a agaritin a také fenylhydrazin.